# Volkhoven/Weiler
Volkhoven/Weiler, Köln-Volkhoven/Weiler — dzielnica miasta Kolonia w Niemczech, w okręgu administracyjnym Chorweiler, w kraju związkowym Nadrenia Północna-Westfalia, na lewym brzegu Renu.